# Chiesa di Santa Croce (Torrita di Siena)
La chiesa di Santa Croce si trova a Torrita di Siena.

## Descrizione
Edificata nel 1642, ha l'interno ad un'unica navata caratterizzato dagli esuberanti ornamenti in stucco; il bianco nitore è interrotto da colonne decorate a finto marmo. Al centro dell'altare maggiore è il gruppo in gesso della Madonna, san Giovanni e la Maddalena che si protendono verso una soprastante teca contenente un Crocifisso ligneo. Sul muro posteriore dell'altare si trovava una grande tela seicentesca con la Vergine Assunta adorata dai santi Carlo Borromeo e Francesco, attribuita a Francesco Rustici detto il Rustichino (oggi nella chiesa delle Sante Flora e Lucilla).
In sagrestia si conserva un Cristo morto realizzato dalle cererie di Scrofiano nel 1803.